# Гюнтер VII фон Кефернбург
Гюнтер VII фон Кефернбург (на немски: Günther VII von Käfernburg; † 10 юни 1302) е граф на Кефернбург (1293 – 1302) и годподар на Арнщат.

## Произход
Той е вторият син на граф Гюнтер V фон Кефернбург († 1273/1275) и съпругата му Матилда фон Шварцбург († 1285). По-големият му брат е Гюнтер VI фон Шварцбург-Кефернбург († 1289/1293). Сестра му Юта фон Кефернбург († 1319) е от 1314 г. абатиса в Илм.

## Фамилия
Гюнтер VII се жени пр. 1280 г. за Аделхайд фон Шварцбург († 21 юли 1319), дъщеря на граф Гунтер IX фон Шварцбург-Бланкенбург († 1289) и втората му съпруга принцеса Хелена фон Саксония-Лауенбург († сл. 1332). Те имат две дъщери:
- Ирмгард (* ок. 1282; † пр. 1320), наследничка на Арнщат, омъжена пр. 1302 г. за граф Хайнрих IV фон Хонщайн-Клетенберг († ок. 1344/1350)
- Аделхайд († 1304/1305), омъжена пр. 14 декември 1296 г. за граф Ото IV фон Ваймар-Орламюнде († 1318)